# Zach Appelman
Zach Appelman (Palo Alto, 5 agosto 1985) è un attore statunitense.

## Biografia

### Carriera
Nato e cresciuto a Palo Alto, ha frequentato laggiù l'high school; successivamente ha partecipato all'Università della California - Santa Barbara, in cui ha conseguito il B.F.A., e la Yale School of Drama.
Successivamente ha lavorato come attore in teatro (arrivando a recitare a Broadway) e in ambito televisivo, distinguendosi per avere interpretato Joe Corbin, personaggio principale della serie TV Sleepy Hollow. Sempre in ambito televisivo ha preso parte ad altre serie come Law & Order - Unità vittime speciali, Chicago P.D. e La fantastica signora Maisel.

## Filmografia parziale

### Cinema
- Complete Unknown - Cambio d'identità (Complete Unknown), regia di Joshua Marston (2016)
- Tale padre (Like Father), regia di Lauren Miller Rogen (2018)

### Televisione
- Homeland - Caccia alla spia (Homeland) - serie TV, episodio 2x10 (2012)
- Law & Order - Unità vittime speciali (Law & Order: Special Victims Unit) - serie TV, 4 episodi (2013-2025)
- Sleepy Hollow - serie TV, 18 episodi (2014-2016)
- Beauty and the Beast - serie TV, 3 episodi (2015)
- Bull - serie TV, episodio 1x05 (2016)
- Blue Bloods - serie TV, episodio 7x06 (2016)
- La fantastica signora Maisel (The Marvellous Mrs. Maisel) - serie TV, episodio 1x07 (2017)
- Chicago P.D. - serie TV, episodio 5x08 (2017)
- God Friended Me - serie TV, 3 episodi (2019-2022)
- The Resident - serie TV, episodio 3x04 (2019)
- New Amsterdam - serie TV, episodio 2x12 (2020)
- The Equalizer - serie TV, episodio 1x04 (2021)
- FBI - serie TV, episodio 3x14 (2021)
- The Good Fight - serie TV, episodio 6x02 (2022)
- Operazione speciale: Lioness (Lioness) - serie TV, episodio 1x05 (2023)

## Doppiatori italiani
Nelle versioni in italiano delle opere in cui ha recitato, Zach Appelman è stato doppiato da:
- Marco Bassetti in Law & Order - Unità vittime speciali (ep. 15x01, 15x10)
- Alessandro Campaiola in Law & Order - Unità vittime speciali (ep. 18x07)
- Leonardo Graziano in Law & Order - Unità vittime speciali (ep. 26x10)
- Sacha Pilara in Sleepy Hollow
- Alessandro Rigotti in Tale padre
- Gianluca Cortesi in Bull
- Davide Albano ne La fantastica signora Maisel
- Marco Vivio in Chicago P.D.
- Federico Di Pofi in The Resident
- Emiliano Coltorti in New Amsterdam
- David Chevalier in Operazione speciale: Lioness